# Kobanke
Kobanke er Sjællands højeste naturlige punkt. Det måler 122,9 m.o.h. Tidligere var Gyldenløves Høj anset for at være Sjællands højeste punkt, men i 2007 viste målinger, som geologer foretog for DR Sjælland, at Gyldenløves Høj naturligt kun er 121,3 m o.h.
Målt fra toppen af en kunstig høj er Gyldenløves Høj dog ca. 126 m.o.h.
Kobanke ligger i den private skov Gavevænge lidt syd for Rønnede. En grusvej fører derind fra landevejen til Vordingborg. Der er ingen særlig skiltning ved landevejen. Ved selve punktet er der placeret forskellige genstande (sten, havestole mv.). Lokaliteten besøges jævnligt i forbindelse med geocaching.

## Ekstern henvisning
- Omtale hos Geodatastyrelsen (tidligere: Kort og Matrikelstyrelsen) vedr. Sjællands højeste punkt Arkiveret 29. november 2014 hos  Wayback Machine
- DR Sjællands fotos fra opmålingen af Kobanke og Gyldenløves Høj  (galleri fjernet)

55°13′26.06″N 12°00′37.034″Ø / 55.2239056°N 12.01028722°Ø